# جوسیوس، اسقف‌اعظم صور

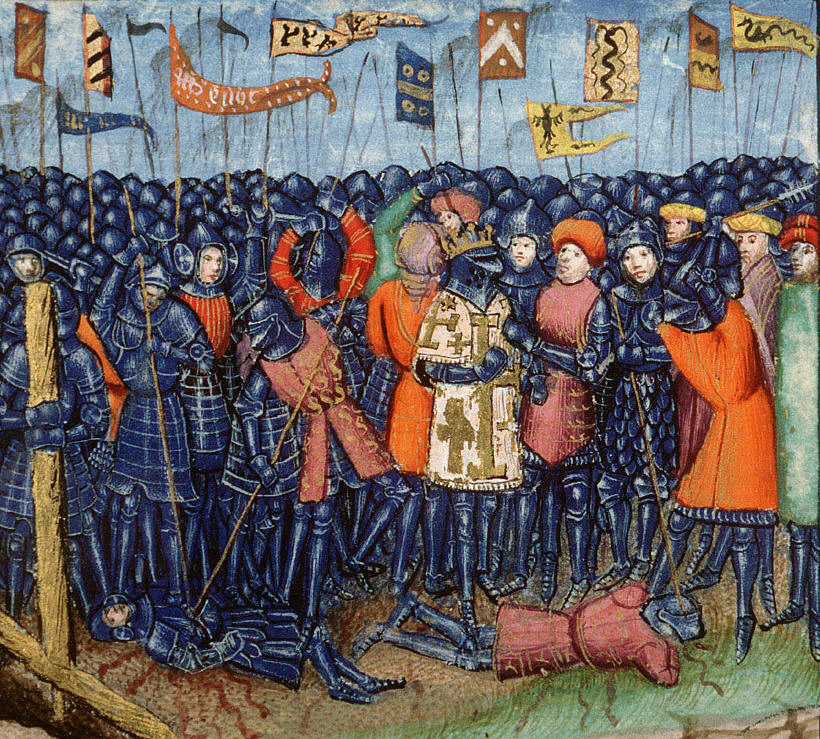
نبرد هتین در نسخه خطی قرن پانزدهم

جوسیوس (انگلیسی: Joscius, Archbishop of Tyre؛ (م. ۱۲۰۲)، اسقف‌اعظم شهر صور در پادشاهی اورشلیم در قرن ۱۲ میلادی بود.
وی در ابتدای حیات خود کشیش کلیسای عکا بود و توانست در ۲۳ نوامبر ۱۱۷۲ به اسقفی عکا برسد و به‌عنوان نماینده پادشاهی اورشلیم و کلیسای شرق عازم سومین شورای لاتران شود. پس از اختلافات درونی پادشاهی اورشلیم که منتهی به رفتن ویلیام صوری به ایتالیا شد، وی به‌عنوان جانشین وی در اسقف‌نشین صور در ۲۱ اکتبر ۱۱۸۶ انتخاب شد. پس از سقوط و فتح اورشلیم توسط صلاح‌الدین ایوبی در سال ۱۱۸۷، جوسیوس به دستور کنراد یکم عازم غرب شد تا کلیسا و دولت‌های اروپایی را برای آغاز جنگ جدید صلیبی قانع کند.